# Natalia Verbeke
Pour les articles homonymes, voir Verbeke et Leiva (homonymie).
Natalia Carolina Verbeke Leiva, dite Natalia Verbeke, née le 23 février 1975 à Buenos Aires, est une actrice argentine. Elle a fait quelques incursions dans le Cinéma argentin, américain, anglais et français, notamment une prestation remarquée dans Les Femmes du 6e étage, film à succès dans lequel elle donne la réplique à Fabrice Luchini.
Sa formation de danseuse et ses talents de chanteuse ont été mis à contribution dans quelques films,.

## Biographie
Natalia Verbeke vit en Argentine jusqu'à l'âge de 11 ans, date à laquelle elle part avec sa famille à Madrid.
Elle prend des cours de comédie (notamment à l'École Royale des Arts Dramatiques) et de danse, classique puis flamenco. Elle fait ses débuts à 23 ans, en 1998, dans le film Un buen novio, avec Fernando Guillén Cuervo. C’est une production mineure, de même que Nadie conoce a nadie (1999) ou Carretera y manta (2000).

### Les premiers succès
En 2001, elle est à l’affiche de la comédie dramatique El hijo de la novia, qui sort en France sous le titre Le Fils de la mariée. Sa prestation lui vaut un prix Ondas de la meilleure actrice de l’année, qui traduit l’intérêt que les professionnels du cinéma ibérique lui portent. D’autant que l’année suivante, elle en reçoit un second pour son rôle dans El otro lado de la cama (L’autre coté du lit) qui sort en France sous le titre Un lit pour quatre. Sa sensualité et son potentiel humoristique trouvent à s’exprimer dans ce chassé-croisé amoureux plutôt dénudé et amoral. Ce film, qui remporte un franc succès, accroît sa notoriété (on en fait un remake en France qui sort en 2006 sous le titre On va s’aimer).
Malheureusement les années suivantes sont moins fastes pour l’actrice même si elle est sollicitée par des producteurs étrangers. En 2003 elle apparaît dans Attraction fatale, thriller et comédie sentimentale. Cette production hispano-américano-britannique au scénario bancal est un échec critique et commercial. La même année on la retrouve dans Mariage et conséquences, présenté au Festival du cinéma américain de Deauville. Malgré son casting international (pour la France Hippolyte Girardot, qu’elle avait déjà croisé en 2001 sur le plateau de Jump Tomorrow), cette comédie romantique américaine poussive ne retient l'attention ni de la critique ni du public.

### La consécration
À partir de 2004, elle n’apparaît plus que dans des petits films militants ou des téléfilms (A golpes, GAL, Dias de futbol, La méthode), des feuilletons sans intérêt [réf. nécessaire] ou sans succès (La Famille Serrano, Al filo de la ley, La belle Otero) ou des pièces de théâtre (Le songe d'une nuit d'été de Shakespeare qu'elle est allée jouer en Angleterre).
Elle réapparaît en 2009, dans la série télé à succès d’Antena 3, Doctor Mateo. Elle y est Adriana, l’enseignante du village au tempérament volcanique qui met les nerfs du brave docteur Gonzalo de Castro (es) à rude épreuve pendant cinq saisons et 54 épisodes diffusés de 2009 à 2011. En 2010 on lui décerne un Ondas de la meilleure actrice télé pour la qualité de son interprétation dans cette production (laquelle a inspiré la série française Doc Martin).
En 2011, elle est à l’affiche dans Les Femmes du 6e étage de Philippe Le Guay (l’auteur du Coût de la vie). Dans cette comédie sociale et romantique française, elle donne la réplique à Fabrice Luchini. Malgré un thème un peu austère – la condition des bonnes espagnoles en France dans les années 1960 – le film est plébiscité par la critique et le public. Il enregistre 2,2 millions d'entrées en France et constitue l'un des « succès-surprises » de l’année 2011. En Espagne également il séduit un large public; la populaire Carmen Maura, qui y interprète un second rôle, y est aussi pour quelque chose. Natalia enchaîne avec un petit rôle dans la série Jeu de Dames sur France 3. Elle y interprète une bonne espagnole, lesbienne cette fois. Elle accède au statut de star dans son pays et vient à la télé raconter les péripéties de ses tournages en France.

### Le déclin
Au lieu d’affluer, les propositions dignes d'intérêt semblent la fuir. En 2014 puis en 2016, elle apparaît bien dans deux séries TV, Bienvenidos al Lolita et El Caso. Crónica de sucesos. Ces productions sont interrompues prématurément à cause de leur insuccès,.
Ensuite, l'actrice apparaît dans la presse à scandale ibérique. Pour expliquer, par exemple, les raisons de sa soudaine rupture avec le chef-cuisinier Jaime Renedo à quelques jours de leur mariage : une sombre histoire de contrat d’exclusivité avec un magazine pour les photos de la cérémonie, semble-t-il. En 2016, à 41 ans, elle rencontre le rugbyman espagnol Marcos Poggi, de treize années son cadet. Le 12 mars 2017, elle  donne naissance à une fille nommée Chiara.
En 2017, elle tente de relancer sa carrière cinématographique et interprète des seconds rôles dans deux films. Le premier, Mes trésors, porté par Jean Reno, ne reste pas dans les mémoires. Le second est un drame hispano-argentin sorti en fin janvier 2018, El último traje.

## Filmographie

### Cinéma

#### Longs métrages
- 1998 : Un buen novio : Verónica
- 1999 : Nadie conoce a nadie : María
- 2000 : Carretera y manta : Marta
- 2000 : Kasbah : Alix
- 2001 : Jump Tomorrow : Alicia
- 2001 : Fils de la mariée : Naty
- 2002 : Apasionados : Uma
- 2002 : El otro lado de la cama : Paula
- 2003 : Attraction fatale : Carmen Collazo
- 2003 : Días de fútbol : Violeta
- 2003 : El Cid: La leyenda : Gimena (voix)
- 2004 : El juego de la verdad : Susana
- 2004 : Tempesta : Chiara
- 2005 : A golpes : María
- 2005 : La Méthode : Montse
- 2006 : G.A.L. : Marta Castillo
- 2007 : Guantanamero : Manuela
- 2007 : Arritmia
- 2011 : Les Femmes du 6e étage : María Gonzalez
- 2017 : El último traje : Claudia
- 2017 : Mes trésors : Julianna Van Gaal

#### Courts métrages
- 2007 : No quiero

### Télévision

#### Séries télévisées
- 2003 : El pantano : Inés Alonso
- 2005 : Al filo de la ley : Elena Castro
- 2007-2008 : La Famille Serrano : Ana Blanco
- 2008 : La bella Otero : Carolina
- 2009-2011 : Doctor Mateo : Adriana Pozuelo
- 2012 : Jeu de dames : Dolores
- 2014 : Bienvenidos al Lolita : Violeta
- 2016 : El Caso. Crónica de sucesos : Rebeca Marín
- 2024 : Una vida menos en Canarias (es) : Inspecteur Naira Oramas